# Drino sociabilis
Drino sociabilis är en tvåvingeart som först beskrevs av Greene 1921.  Drino sociabilis ingår i släktet Drino och familjen parasitflugor. Inga underarter finns listade i Catalogue of Life.